# Takahama Kyoshi

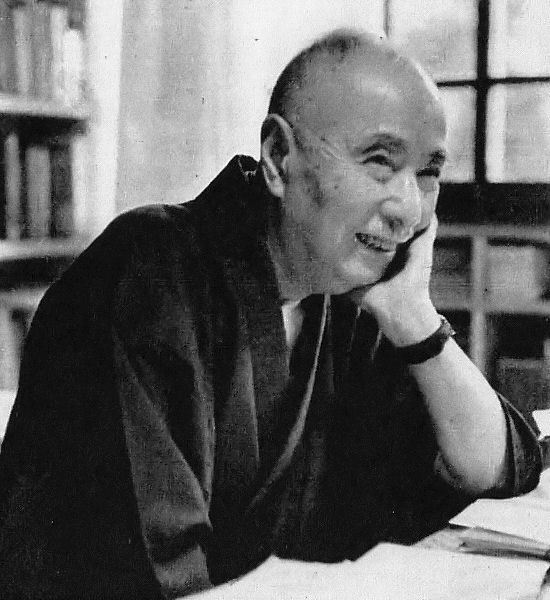
Takahama Kyoshi

Takahama Kyoshi (japanisch 高浜 虚子, eigentlich Takahama Kiyoshi (高濱 清); * 22. Februar 1874 in Matsuyama; † 8. April 1959 Kamakura), war ein japanischer Dichter und Schriftsteller der Meiji-, Taishō- und Shōwa-Zeit.
Über Kawahigashi Hekigotō, mit dem er dieselbe Klasse der Mittelschule besuchte, lernte er Masaoka Shiki kennen und kam mit den Haiku-Dichtern und Literaten, die sich um diesen versammelten, in Berührung. Als Shiki mit der Erneuerung/Modernisierung des Haiku begann, wurde in ihm neben Hekigotō ein einflussreicher neuer Mitstreiter gesehen. Er nahm an dem von Shiki im Jahre 1900 gehaltenen Literaturtreffen Sankai (山会, dt. „Bergtreffen“) teil, und es geschah auf sein Betreiben hin, dass Natsume Sōseki seinen Roman Ich der Kater in der Zeitschrift Hototogisu, ursprünglich eine Haiku-Zeitschrift, veröffentlichte. Auch er selbst schrieb Romane. Danach konzentrierte er sich auf den Haiku, vertrat aber hier eine konservative Schule. Zu Beginn der Shōwa-Zeit verkündet er sein Prinzip Kachōfūei (花鳥諷詠, s. u.), dem er bis zum Schluss verbunden blieb. Er war bedeutend als Leiter der Zeitschrift Hototogisu.

## Leben
Takahama Kyoshi wurde am 22. Februar 1874 in Matsuyama, Provinz Iyo als Ikeuchi Kiyoshi (池内 清) geboren. 1882, im Alter von acht Jahren, erhielt er als Erbe den Namen seiner Großmutter, die aus dem Hause Takahama war. 1891, im Alter von 18 Jahren, gab ihm Masaoka Shiki den Namen Kyoshi, unter dem er heute bekannt ist.
1892 trat er in die damalige Dritte Oberschule (第三高等学校, Dai-san kōtō gakkō, kurz nur Sankō genannt) ein, die er jedoch später abbrach, um die Schule zu wechseln. Im Oktober des Jahres 1898 wurde er im Alter von 24 Jahren Herausgeber der im Vorjahr von Masaoka Shiki gegründeten Haiku-Zeitschrift Hototogisu.
Zehn Jahre später, 1908, gab er die Kurzgeschichtensammlung Keitō (鶏頭, dt. „Hahnenkamm (Pflanze)“) heraus und im darauffolgenden Jahr, 1909, das umfangreiche Werk Haikaishi (俳諧師, dt. „Der Haiku-Meister“). Im Alter von 39 Jahren, 1913, kehrte er in den Kreis der Haiku-Dichter zurück und vertrat die feste, traditionelle Form des Haiku mit Kigo (Jahreszeitenwort), das jedem von einem Haiku beschriebenen Naturbild eine Jahreszeit zuordnet. 1916 veröffentlichte er Kaki-futatsu (柿二つ, dt. „Zwei Kaki-Früchte“), eine umfangreiche Beschreibung des Austauschs mit Masaoka Shiki.
1927 nahm Takahama Kyoshi allerorts an Haiku-Treffen teil und verkündete sein Prinzip Kachōfūei (花鳥諷詠, etwa: „Naturdichtung“), demnach die Grundlage des Haiku es sei, Dinge der Natur, die den Menschen oder die Natur selbst betreffen, sachlich und ohne Emotionen zu beschreiben.
1928, im Alter von 54 Jahren, gab er eine Sammlung seiner Haiku, Kyoshi-kushū (虚子句集), heraus, der 1937, als er 63 war, eine zweite Sammlung, Gohyaku-ku (五百句, dt. „Fünfhundert Haiku“), folgte. Sein größeres Werk der Nachkriegszeit war 1947 der Roman Niji (虹, dt. „Der Regenbogen“).
1954 wurde Takahama als Person mit besonderen kulturellen Verdiensten geehrt und mit dem Kulturorden ausgezeichnet.
1958 erschien eine deutsche Auswahl seiner Gedichte unter dem Titel Neuzeitliche Haiku-Gedichte von Kyoshi in der Übersetzung von Tomio Tezuka: (JDG Tokyo, Sanwa 1958).
Am 8. April 1959, im Alter von 85 Jahren, verstarb Takahama Kyoshi.